# Progresism

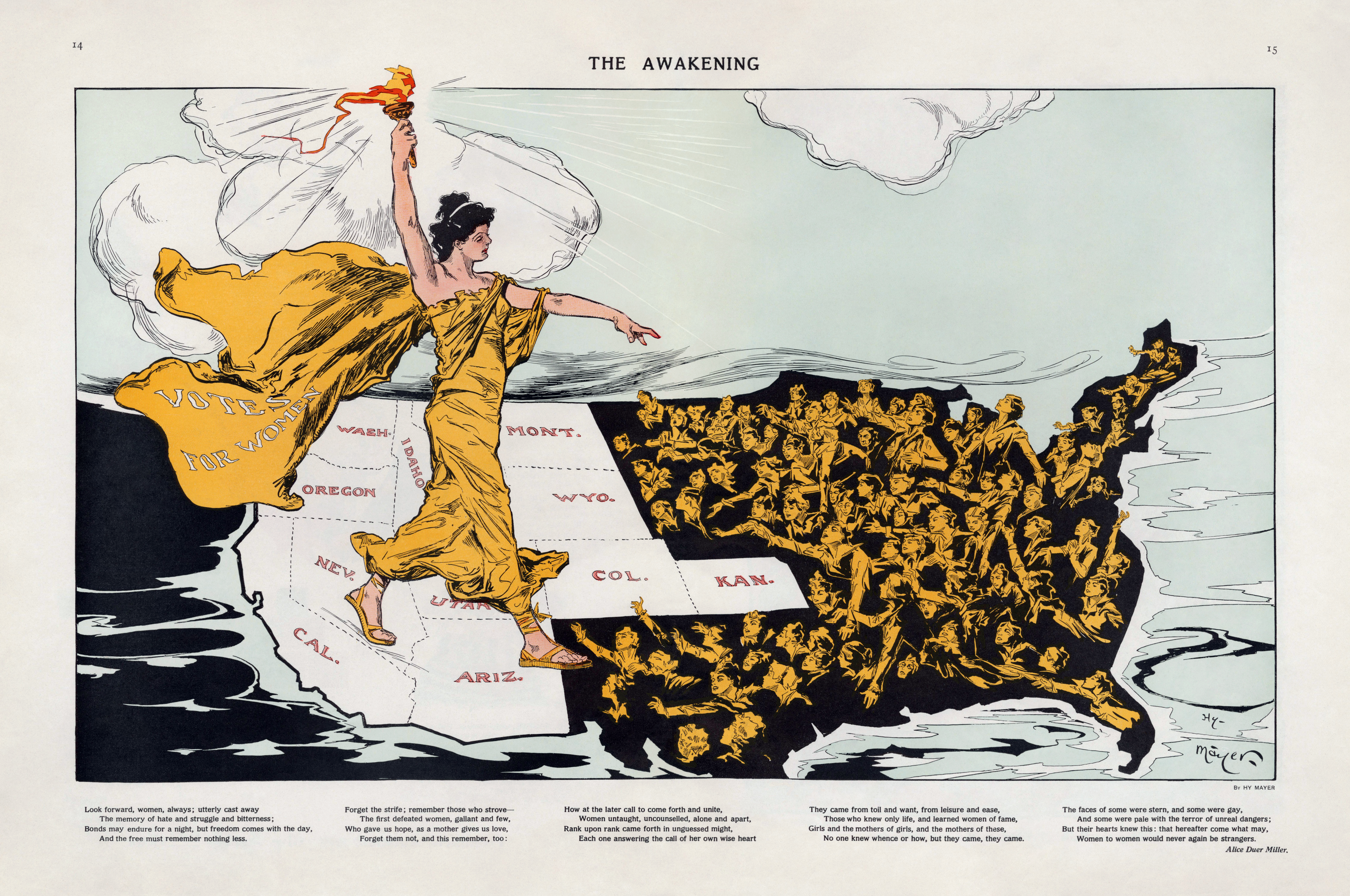
Trezirea: „Voturi pentru femei”, 1915

Progresismul este o filozofie politică de stânga și o mișcare de reformă care urmărește progresul condiției umane prin reforme sociale - în principal pe baza presupuselor progrese în organizarea socială, știință și tehnologie. Adepții susțin că progresismul are o aplicare universală, și se străduiesc să răspândească această idee în societățile umane de pretutindeni. Progresismul a apărut în Iluminism  din convingerea că civilitatea europeană se îmbunătățea datorită aplicării noilor cunoștințe empirice.
În discursul politic modern, progresismul este adesea asociat cu liberalismul social, un tip de liberalism de stânga, și cu social-democrația. În cadrul progresismului economic, există o anumită varietate ideologică pe continuumul de la social-liberal la social-democrat, precum și, ocazional, unele variații pe probleme culturale; exemple în acest sens includ unele mișcări creștin-democrate și comunitare cu orientare conservatoare. Deși multe ideologii pot intra sub semnul progresismului, atât mișcarea actuală, cât și cea istorică se caracterizează printr-o critică a capitalismului nereglementat, dorind ca un guvern democratic mai activ să joace un rol în protejarea drepturilor omului, în dezvoltarea culturală și în echilibrarea monopolurilor corporative. Există diferențe în abordările specifice între facțiuni, inclusiv între social-liberali și social-democrați cu orientare capitalistă, și unii socialiști democrați anticapitaliști.
În secolul XXI, progresiștii continuă să favorizeze politicile publice despre care teoretizează că vor reduce sau diminua efectele nocive ale inegalității economice, precum și discriminarea sistemică, cum ar fi rasismul instituțional; să susțină plasele de siguranță socială și drepturile lucrătorilor; și să se opună influenței corporațiilor asupra procesului democratic. Tema unificatoare este aceea de a atrage atenția asupra impactului negativ al instituțiilor sau modurilor actuale de a face lucrurile și de a pleda pentru progresul social, adică pentru o schimbare pozitivă definită prin mai multe standarde, cum ar fi extinderea democrației, egalitarismul sporit sub forma egalității economice și sociale, precum și bunăstarea sporită a unei populații. Susținătorii social-democrației s-au identificat ca fiind promotori ai cauzei progresiste.